# Guildford (district)
Guildford is een Engels district in het shire-graafschap (non-metropolitan county OF county) Surrey. Ook de hoofdplaats van dit district heet Guildford. Het district telt 148.000 inwoners, van wie circa 70 duizend in de hoofdstad wonen. De oppervlakte bedraagt 271 km².
Van de bevolking is 15,2% ouder dan 65 jaar. De werkloosheid bedraagt 1,7% van de beroepsbevolking (cijfers volkstelling 2001).

## Plaatsen in district Guildford
- Guildford
- Onslow Village
- Send Marsh
- Wisley

## Civil parishesin district Guildford
Albury, Artington, Ash, Compton, East Clandon, East Horsley, Effingham, Normandy, Ockham, Pirbright, Puttenham, Ripley, Seale and Sands, Send, Shackleford, Shalford, Shere, St. Martha, Tongham, Wanborough, West Clandon, West Horsley, Wisley, Worplesdon.